# Adenoncos parviflora
Adenoncos parviflora es una orquídea epífita originaria de Asia.

## Distribución y hábitat
Se encuentra en Tailandia, Birmania, Malasia peninsular, Borneo y Sumatra en los suelos de podsol, mezclada con especies de la familia de las dipterocarpáceas, en los valles de montaña y en las colinas boscosas en alturas de entre 300 y 1.300 m s. n. m.

## Descripción
Es una planta de pequeño tamaño que prefiere clima caliente a fresco. Es epífita monopódica con hojas muy carnosas, recurvadas, acanaladas arriba y cilíndricas. Tiene una inflorescencia axilar con solo 2 flores carnosas  de 7 mm de largo. Florece en el invierno.

## Taxonomía
Adenoncos parviflora fue descrita por Henry Nicholas Ridley y publicado en Journal of the Linnean Society, Botany 32: 350. 1896.
Etimología
Adenoncos: nombre genérico que se refiere a las glándulas que posee en el callo, en la base del labelo.
parviflora: epíteto latino que significa  "con pequeñas flores".
Sinonimia
Los siguientes nombres se consideran sinónimos de Adenoncos parviflora:
- Adenoncos adenoncoides (Ridl.) Garay 1972;
- Adenoncos vivax J.J.Sm. 1926;
- Saccolabium adenoncoides Ridl. 1910[4][5]